# NGC 6240
NGC 6240 је елиптична галаксија у сазвежђу Змијоноша која се налази на NGC листи објеката дубоког неба.
Деклинација објекта је + 2° 24' 11" а ректасцензија 16h 52m 58,8s. Привидна величина (магнитуда) објекта NGC 6240 износи 12,8 а фотографска магнитуда 13,8. NGC 6240 је још познат и под ознакама IC 4625, UGC 10592, MCG 0-43-4, IRAS 16504+0228, CGCG 25-11, PRC D-28, VV 617, PGC 59186.